# Illerich
Illerich település Németországban, Rajna-vidék-Pfalz tartományban. Lakosainak száma 809 fő (2023. december 31.).

## Népesség
A település népességének változása:
| Lakosok száma | 599  | 761  | 766  | 786  | 810  | 809  |
|               | 1975 | 2017 | 2019 | 2021 | 2022 | 2023 |